# Buick Sportwagon

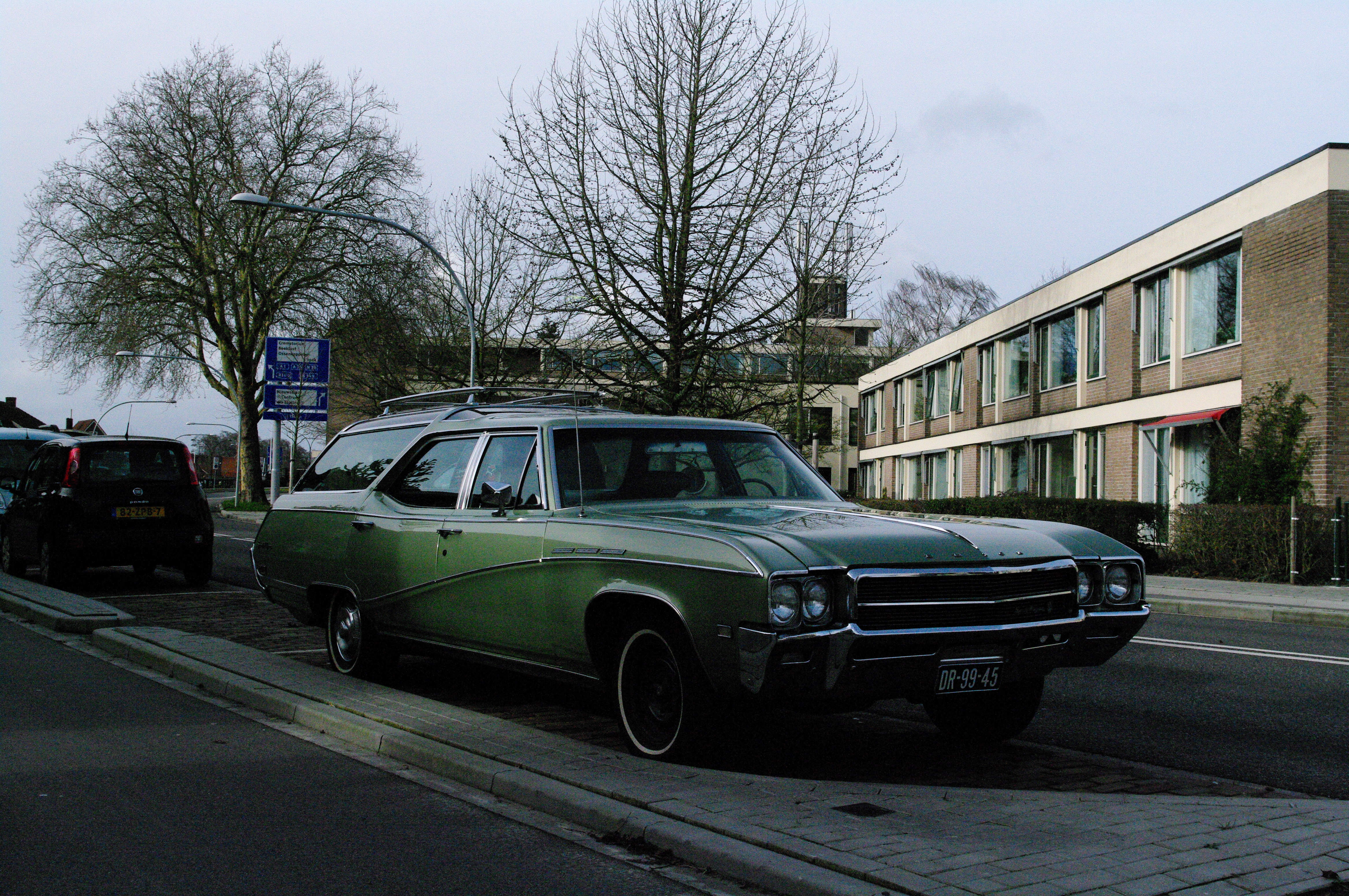
Buick Sportwagon de 1969

La Buick Sportwagon est une automobile fabriquée par la firme américaine Buick de 1964 à 1972. Il s'agit de la version break à empattement allongé de la Buick Skylark. Les modèles 1964 à 1969 ont un toit surélevé avec une partie en verre teinté.